# Pałatka (Rosja)
Pałatka – osiedle typu miejskiego w Rosji, w obwodzie magadańskim, w rejonie chasyńskim, położone przy Trakcie Kołymskim, leżące 82 km na północ od Magadanu. W 2010 roku liczyło 4244 mieszkańców.